# Tesma tessmanniana
Tesma tessmanniana är en fjärilsart som beskrevs av Embrik Strand 1912. Tesma tessmanniana ingår i släktet Tesma och familjen björnspinnare. Inga underarter finns listade i Catalogue of Life.